# Выбор критиков (кинопремия, 2025)
30-я церемония премии «Выбор критиков» (англ. 30th Critics' Choice Awards) — ежегодная церемония награждения, состоялась 7 февраля 2025 года в ангаре «Баркер» аэропорта Санта-Моники, в Санта-Монике, Калифорния. Ведущей церемонии третий год подряд стала американская комедиантка, актриса, телеведущая Челси Хэндлер. Первоначально мероприятие было запланировано на 12 января, но дважды переносилось из-за серии лесных пожаров в Южной Калифорнии. Церемония транслировалась на канале E! и была доступна для просмотра на следующий день на Peacock.
Номинанты в телевизионных категориях были объявлены 5 декабря 2024 года, в категориях кинематографа — 12 декабря 2024 года.
В категории кинематографа лидируют фильмы «Конклав» и «Злая: Сказка о ведьме Запада» с одиннадцатью номинациями каждый, за ними следуют «Дюна: Часть вторая» и «Эмилия Перес» с десятью номинациями каждый. В категории телевидения лидирует «Сёгун» с шестью номинациями, за ним следуют «Начальная школа Эбботт», «Дипломатка», «Все совпадения неслучайны», «Хитрости», «Пингвин» и «Чем мы заняты в тени» с четырьмя номинациями каждый.
Благодаря своей победе, фильм «Анора» стал первым в истории премии, получившим награду за лучший фильм без победы в других номинациях.

## Победители и номинанты

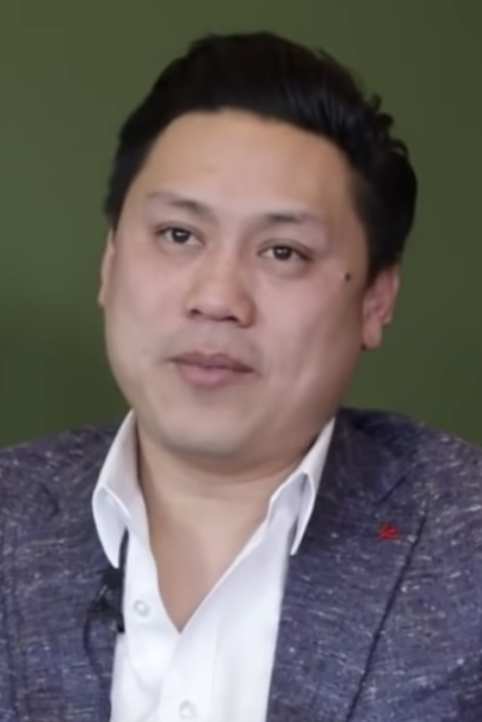
Джон М. Чу, лучший режиссёр

Эдриан Броуди, лучшая мужская роль

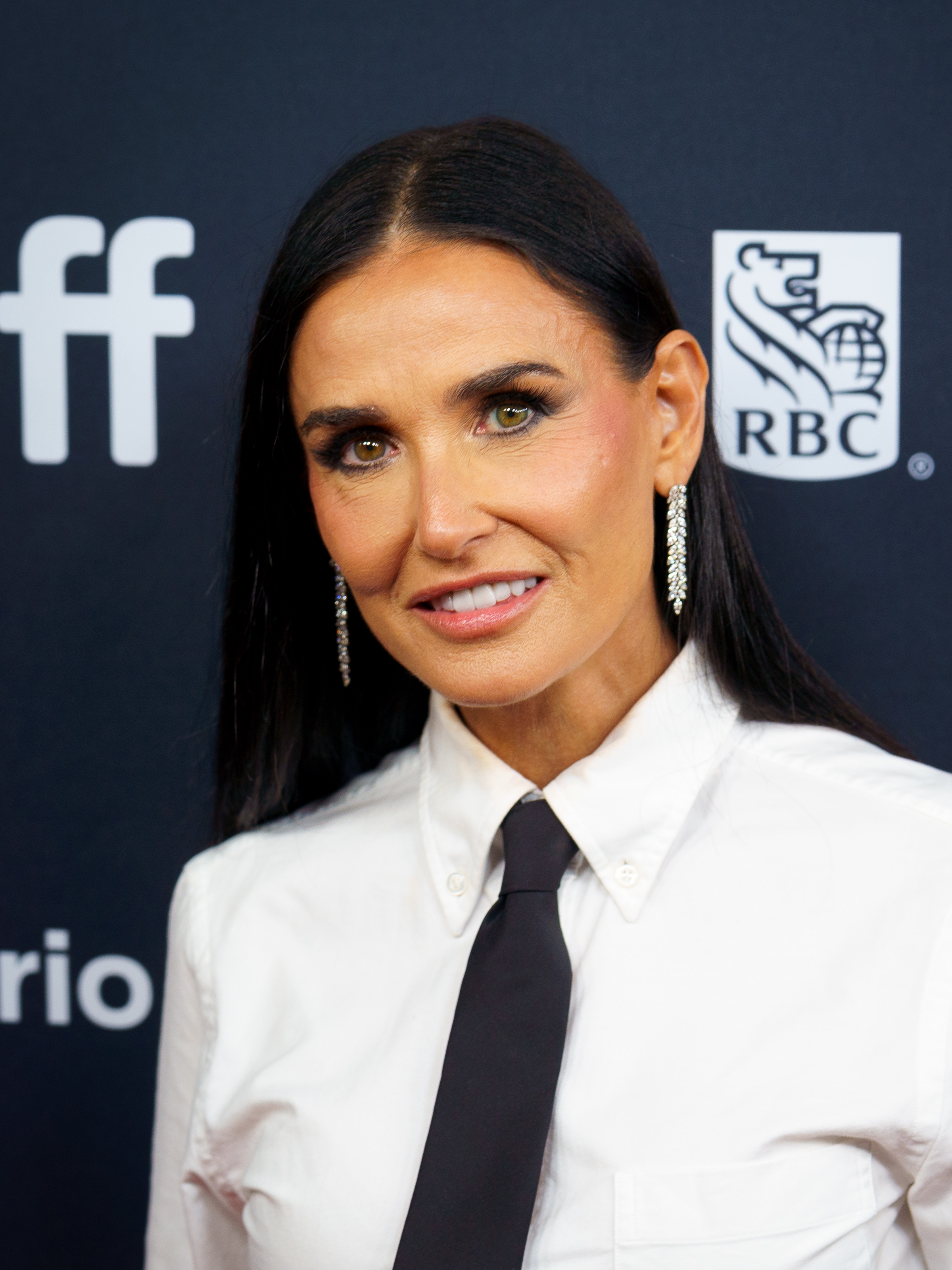
Деми Мур, лучшая женская роль

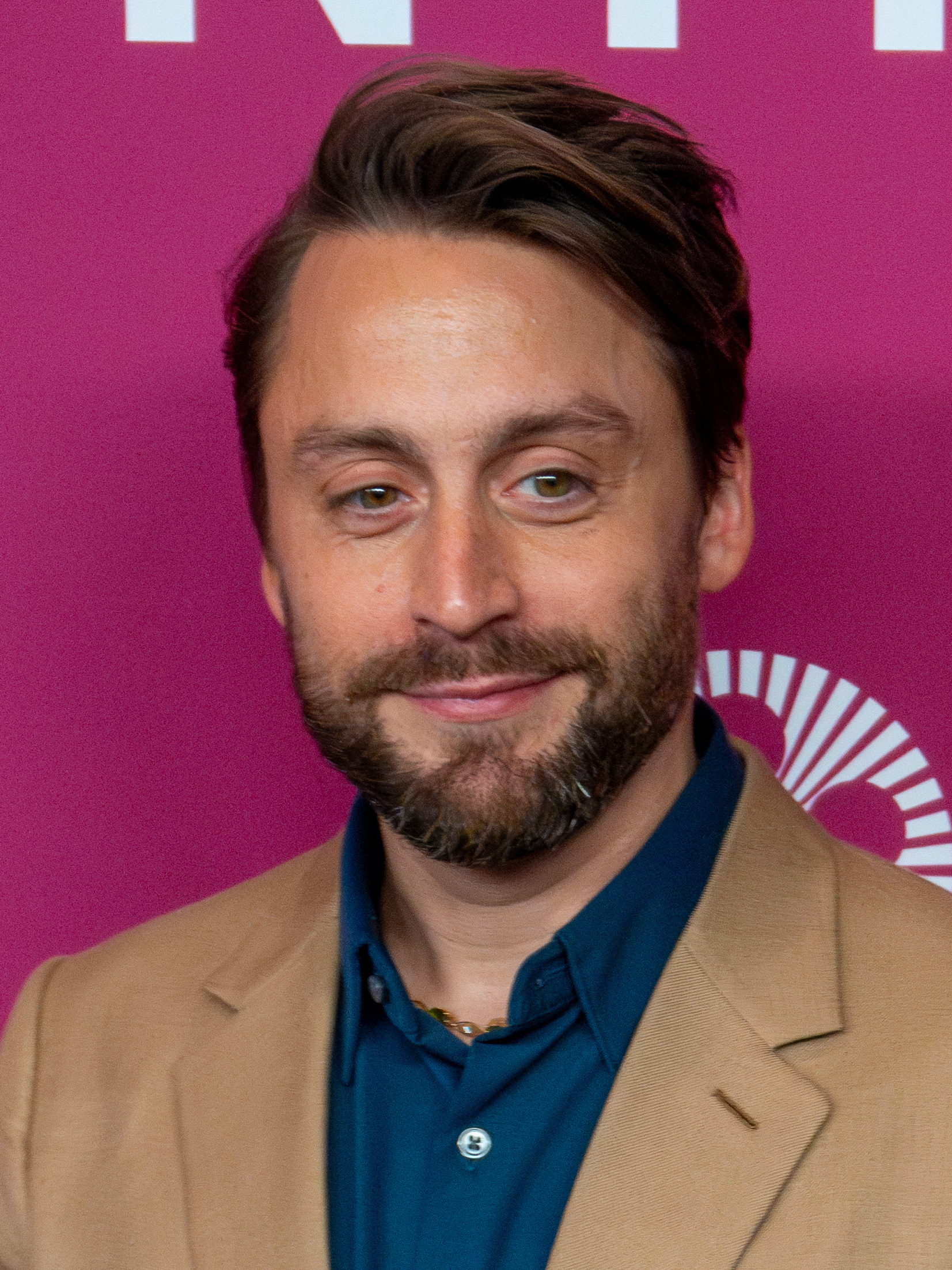
Киран Калкин, лучшая мужская роль второго плана

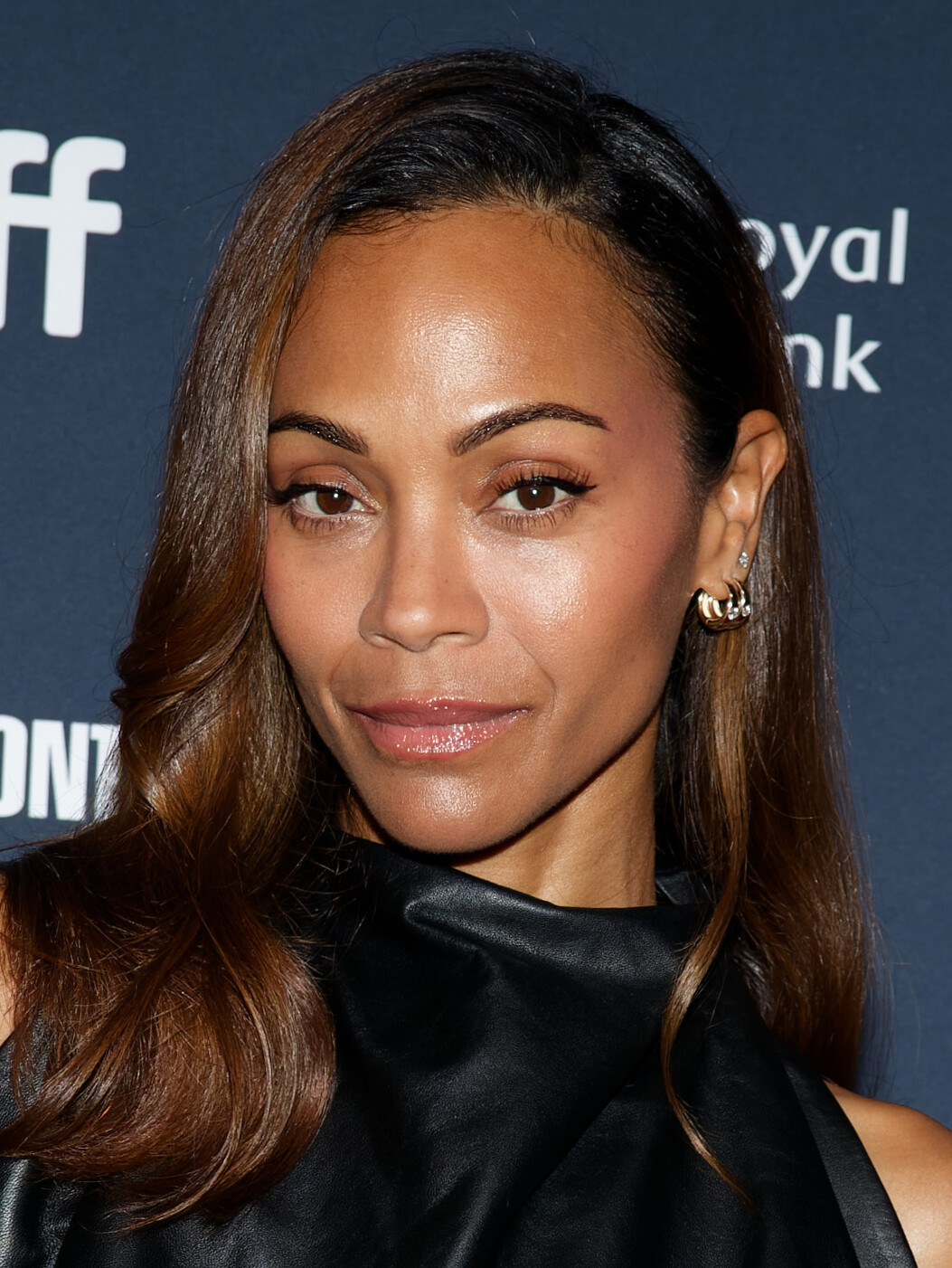
Зои Салдана, лучшая женская роль второго плана

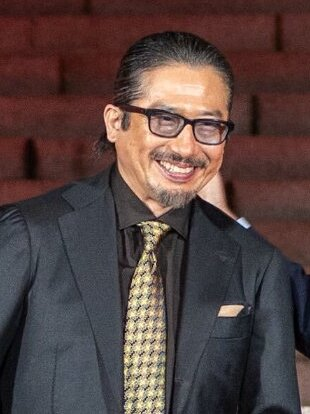
Хироюки Санада, лучшая мужская роль в драматическом сериале

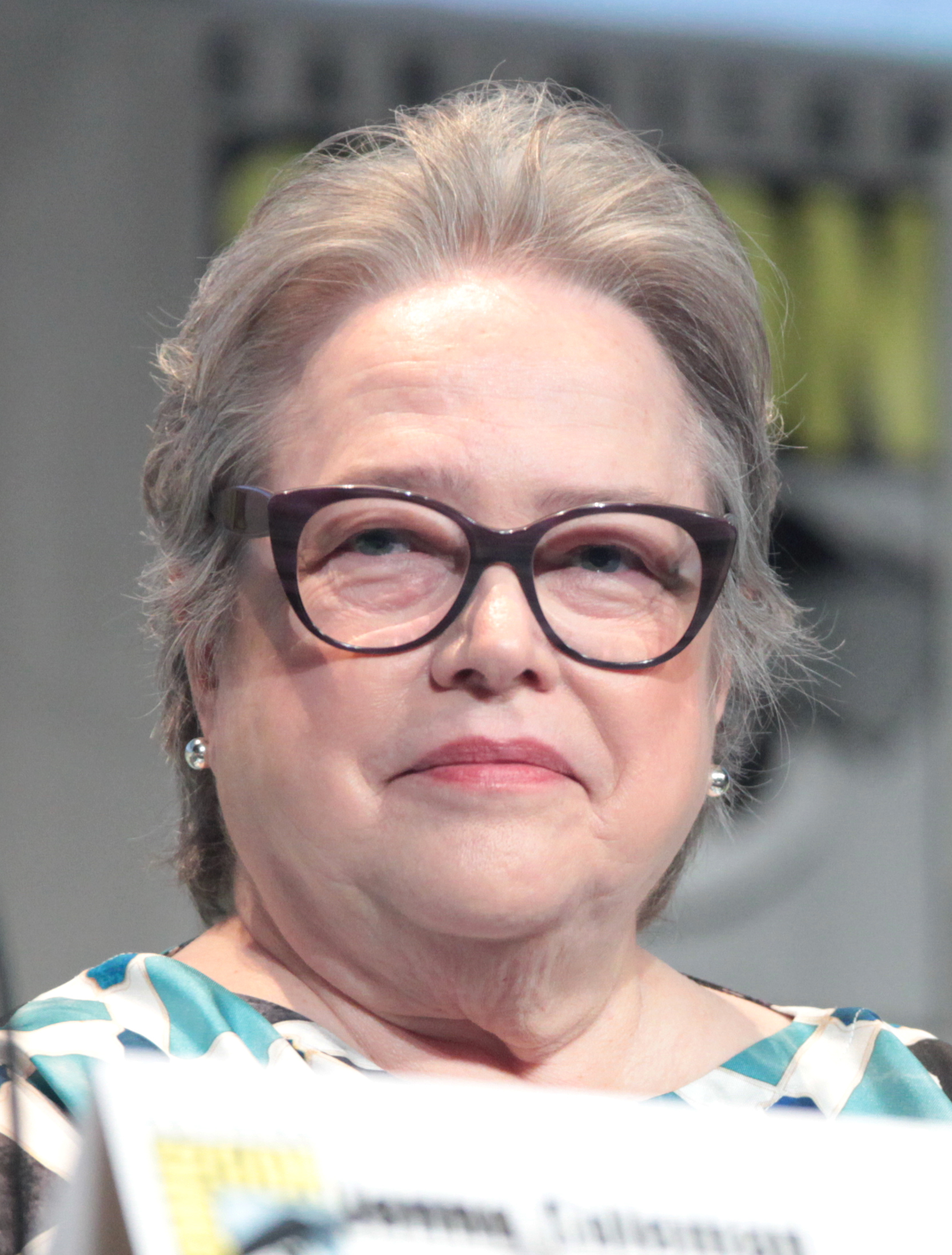
Кэти Бейтс, лучшая женская роль в драматическом сериале

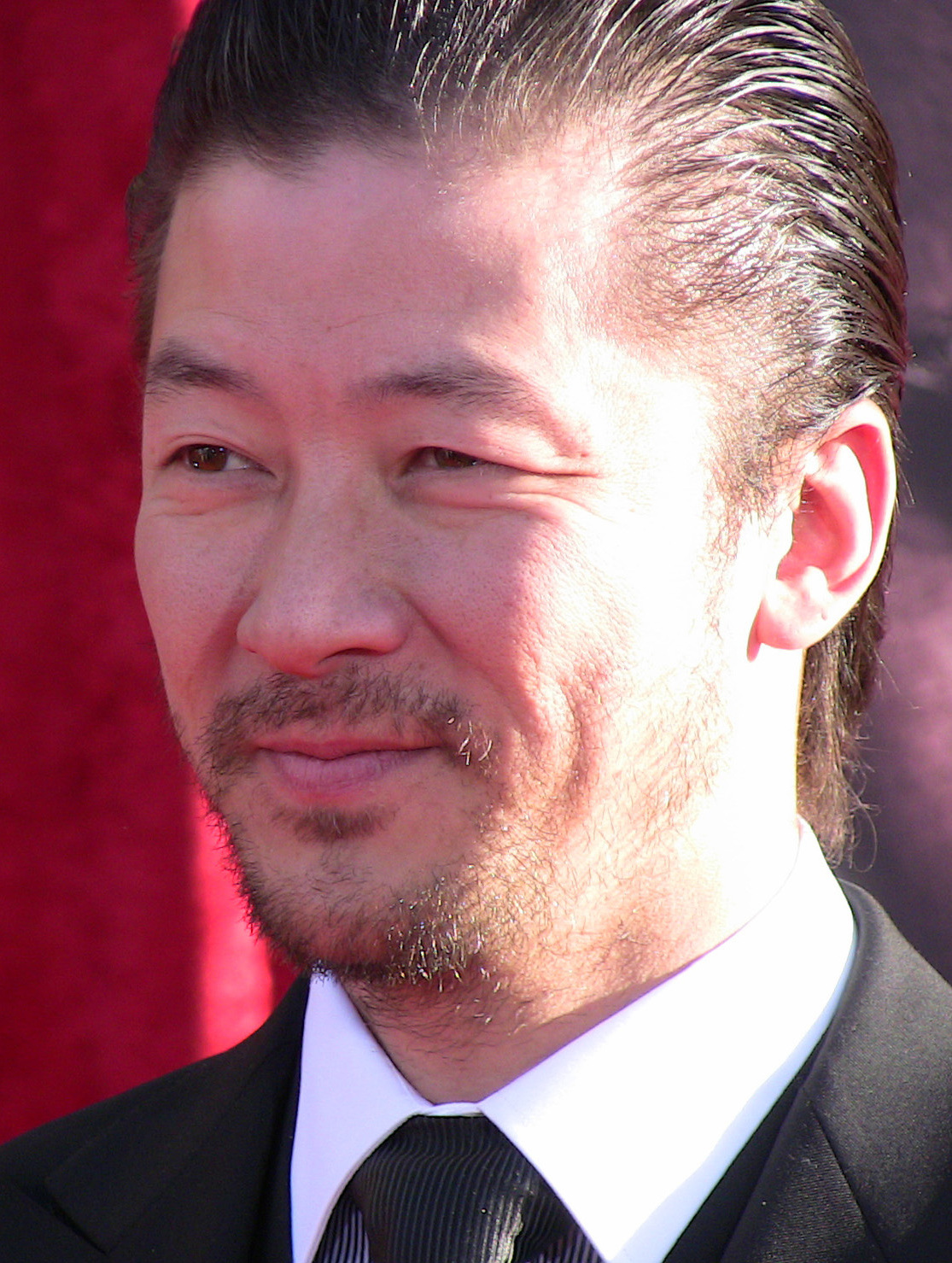
Таданобу Асано, лучшая мужская роль второго плана в драматическом сериале

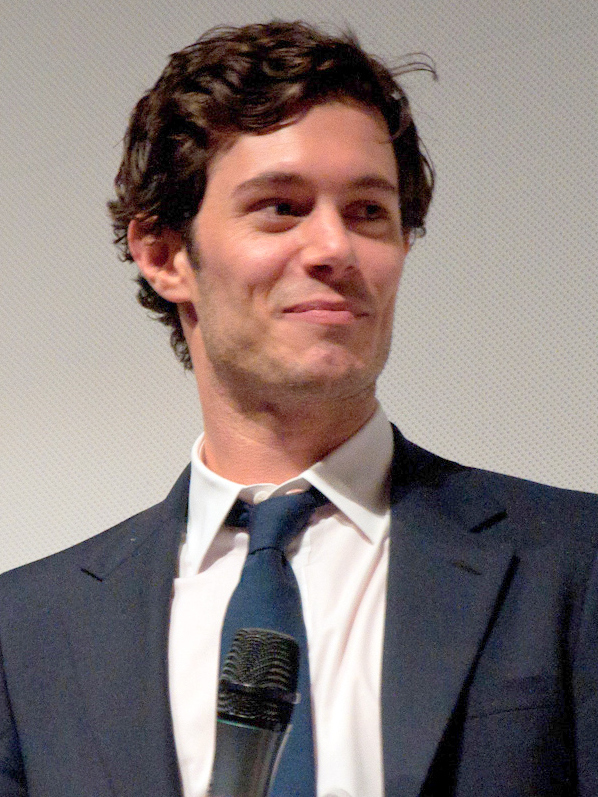
Адам Броди, лучшая мужская роль в комедийном сериале

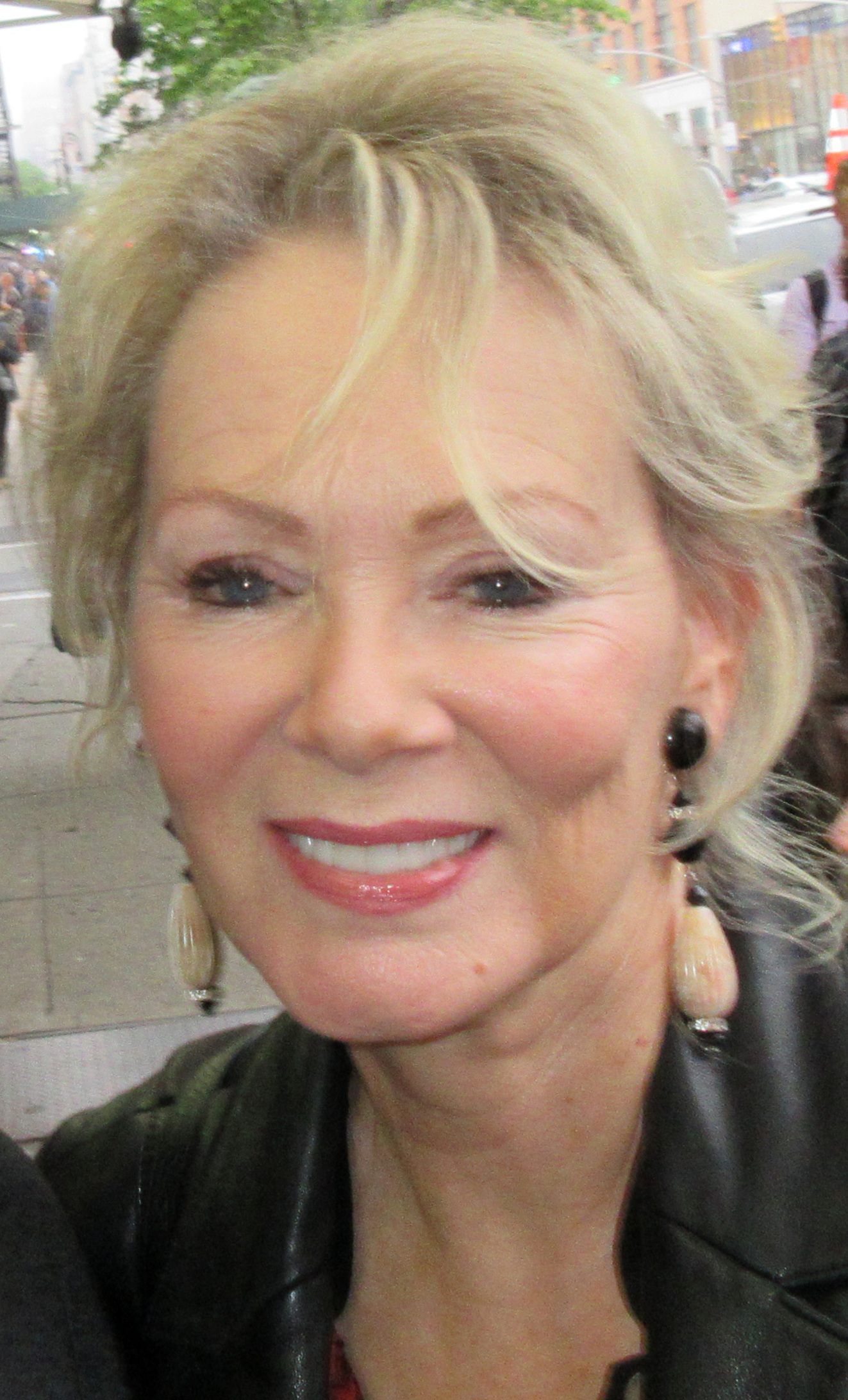
Джин Смарт, лучшая женская роль в комедийном сериале

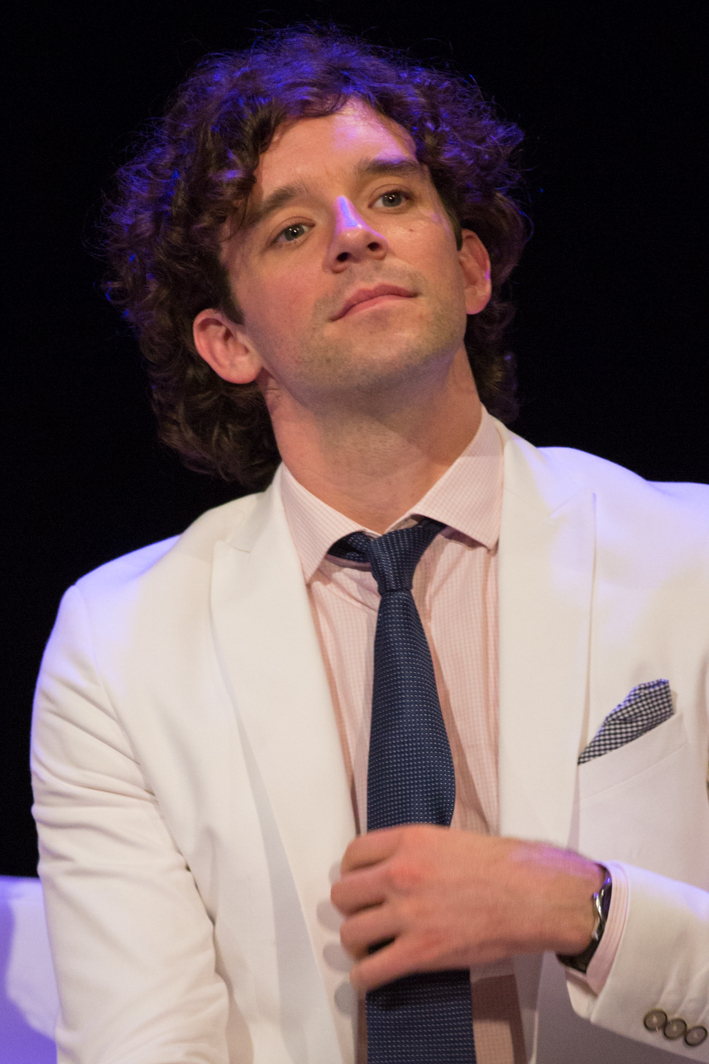
Майкл Юри, лучшая мужская роль второго плана в комедийном сериале

Ханна Эйнбиндер, лучшая женская роль второго плана в комедийном сериале

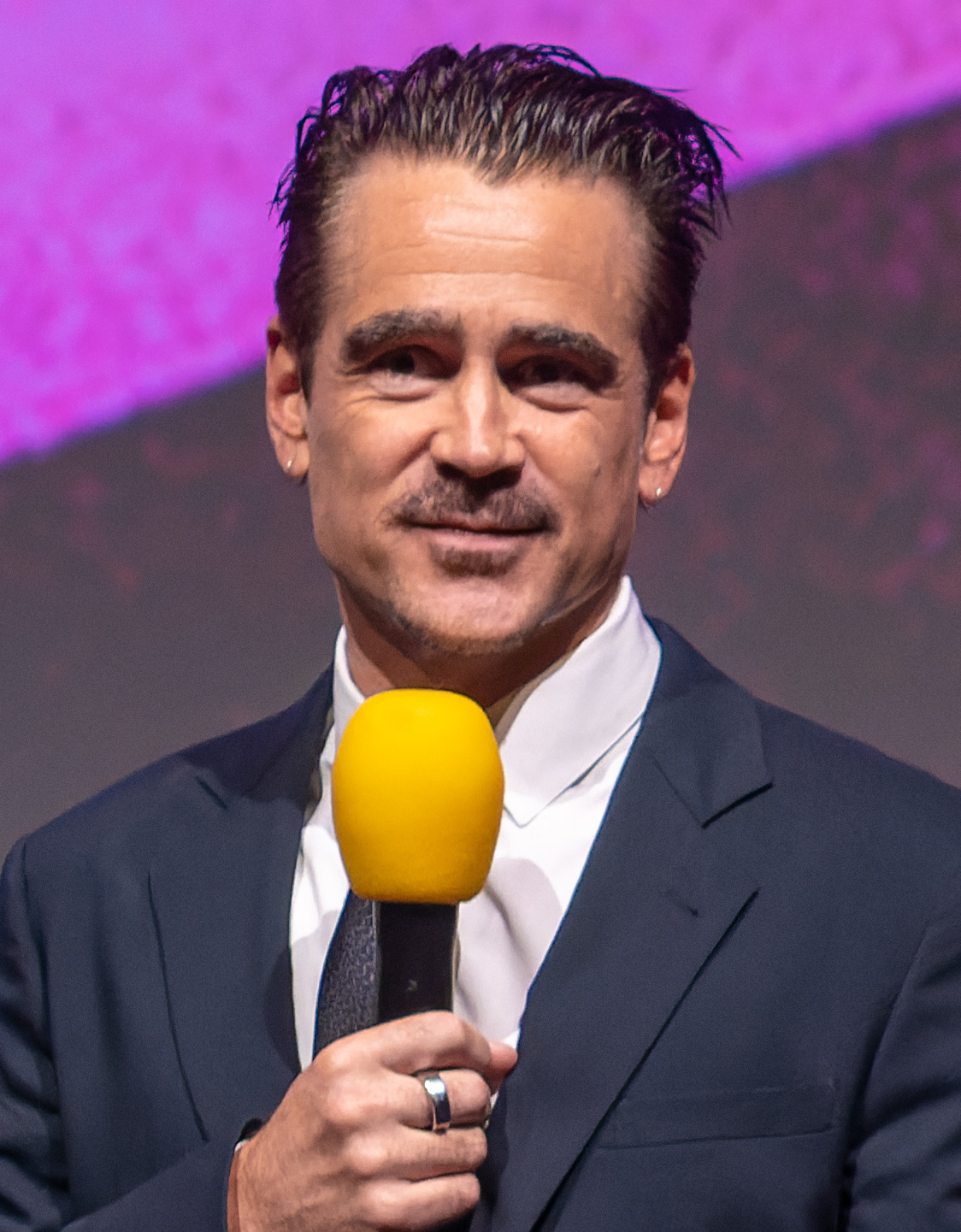
Колин Фаррелл, лучшая мужская роль в мини-сериале

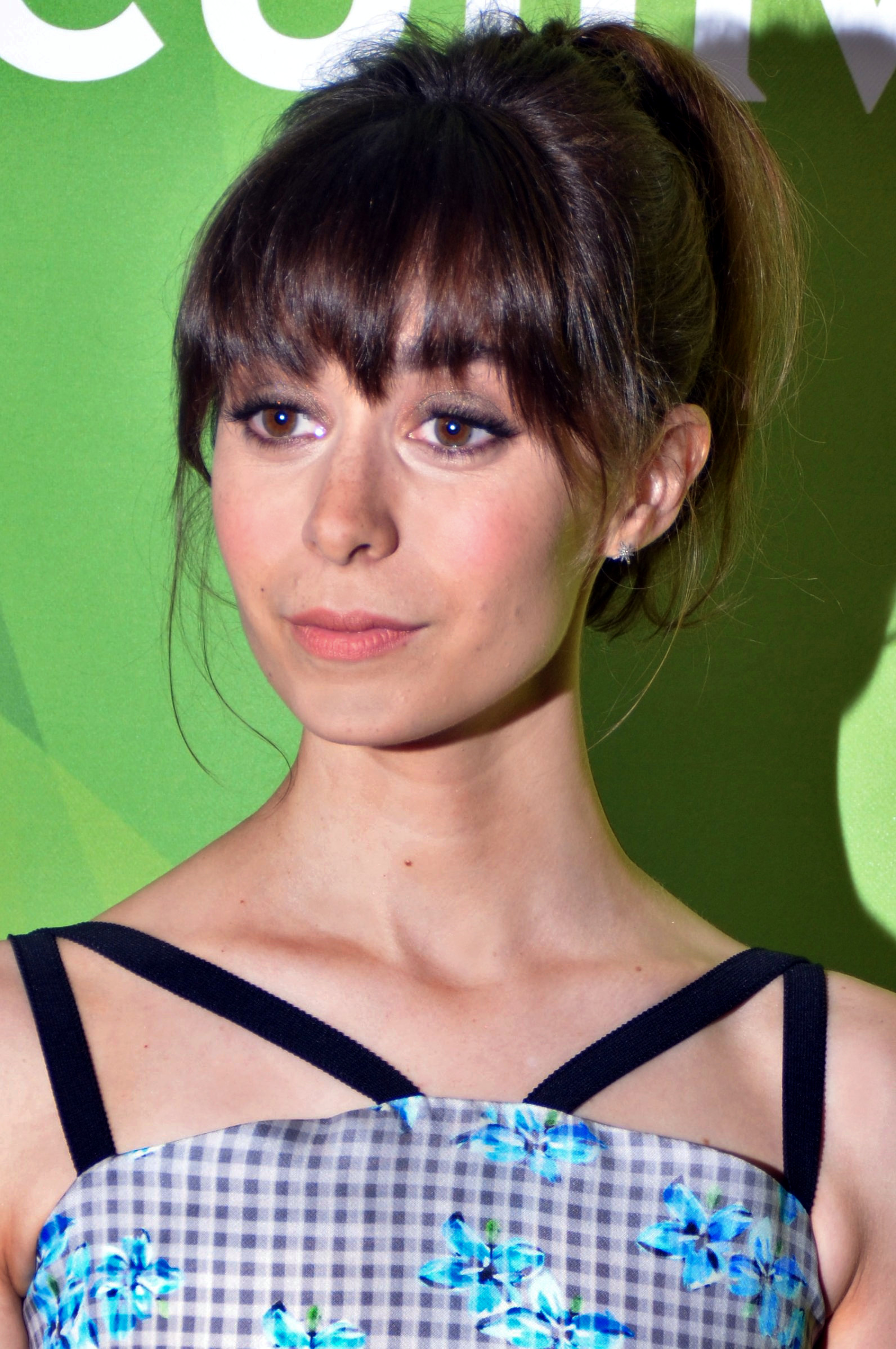
Кристин Милиоти, лучшая женская роль в мини-сериале

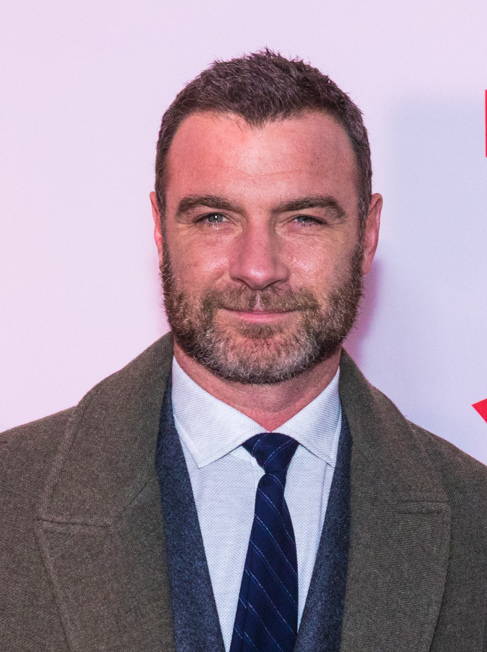
Лив Шрайбер, лучшая мужская роль второго плана в мини-сериале

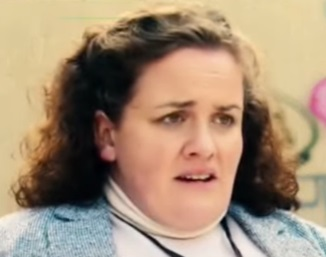
Джессика Ганнинг, лучшая женская роль второго плана в мини-сериале

### КИНО
| ЛУЧШИЙ ФИЛЬМ Анора - Боб Дилан: Никому не известный - Бруталист - Дюна: Часть вторая - Злая: Сказка о ведьме Запада - Конклав - Мальчишки из «Никеля» - Синг-Синг - Субстанция - Эмилия Перес | ЛУЧШИЙ РЕЖИССЁР Джон М. Чу — «Злая: Сказка о ведьме Запада» - Эдвард Бергер — «Конклав» - Шон Бэйкер — «Анора» - Дени Вильнёв — «Дюна: Часть вторая» - Брэйди Корбе — «Бруталист» - Жак Одиар — «Эмилия Перес» - Рамелл Росс — «Мальчишки из «Никеля»» - Корали Фаржа — «Субстанция»                        |
| ЛУЧШАЯ МУЖСКАЯ РОЛЬ Эдриан Броуди — «Бруталист» - Хью Грант — «Еретик» - Колман Доминго — «Синг-Синг» - Дэниэл Крэйг — «Квир» - Рэйф Файнс — «Конклав» - Тимоти Шаламе — «Боб Дилан: Никому не известный»                                                                                             | ЛУЧШАЯ ЖЕНСКАЯ РОЛЬ Деми Мур — «Субстанция» - Карла София Гаскон — «Эмилия Перес» - Анджелина Джоли — «Мария» - Майки Мэдисон — «Анора» - Марианн Жан-Батист — «Суровая правда» - Синтия Эриво — «Злая: Сказка о ведьме Запада»                                                                             |
| ЛУЧШАЯ МУЖСКАЯ РОЛЬ ВТОРОГО ПЛАНА Киран Калкин — «Настоящая боль» - Юра Борисов — «Анора» - Дензел Вашингтон — «Гладиатор II» - Кларенс Маклин — «Синг-Синг» - Эдвард Нортон — «Боб Дилан: Никому не известный» - Гай Пирс — «Бруталист»                                                              | ЛУЧШАЯ ЖЕНСКАЯ РОЛЬ ВТОРОГО ПЛАНА Зои Салдана — «Эмилия Перес» - Ариана Гранде — «Злая: Сказка о ведьме Запада» - Даниэль Дедуайлер — «Урок фортепиано» - Маргарет Куолли — «Субстанция» - Изабелла Росселлини — «Конклав» - Онжаню Эллис — «Мальчишки из «Никеля»»                                         |
| ЛУЧШИЙ МОЛОДОЙ АРТИСТ Мейси Стелла — «Моя старая задница» - Элайла Браун — «Фуриоса: Хроники Безумного Макса» - Айзек Ван — «Младший брат» - Алиша Вейр — «Эбигейл» - Зои Циглер — «Планета Джанет» - Эллиот Хеффернан — «Блиц»                                                                       | ЛУЧШИЙ АКТЁРСКИЙ АНСАМБЛЬ Конклав - Анора - Злая: Сказка о ведьме Запада - Синг-Синг - Эмилия Перес - Шоу субботним вечером |
| ЛУЧШИЙ ОРИГИНАЛЬНЫЙ СЦЕНАРИЙ Корали Фаржа — «Субстанция» - Джесси Айзенберг — «Настоящая боль» - Шон Бэйкер — «Анора» - Брэйди Корбе, Мона Фастволд — «Бруталист» - Джастин Куритцкес — «Претенденты» - Мориц Биндер, Тим Фельбаум, Алекс Давид — «Пятое сентября»                                    | ЛУЧШИЙ АДАПТИРОВАННЫЙ СЦЕНАРИЙ Питер Строан — «Конклав» - Дени Вильнёв, Джон Спэйтс — «Дюна: Часть вторая» - Грег Куидар, Клинт Бентли — «Синг-Синг» - Жак Одиар — «Эмилия Перес» - Рамелл Росс, Джослин Барнс — «Мальчишки из «Никеля»» - Дэна Фокс, Винни Холцман — «Злая: Сказка о ведьме Запада»        |
| ЛУЧШАЯ ОПЕРАТОРСКАЯ РАБОТА Джарин Блашке — «Носферату» - Элис Брукс — «Злая: Сказка о ведьме Запада» - Лу Кроули — «Бруталист» - Стефан Фонтен — «Конклав» - Грег Фрейзер — «Дюна: Часть вторая» - Джомо Фрэй — «Мальчишки из «Никеля»»                                                               | ЛУЧШИЙ МОНТАЖ Марко Коста — «Претенденты» - Шон Бэйкер — «Анора» - Хансйорг Вайссбрих — «Пятое сентября» - Джо Уокер — «Дюна: Часть вторая» - Ник Эмерсон — «Конклав» - Давид Янчо — «Бруталист» |
| ЛУЧШИЙ ДИЗАЙН КОСТЮМОВ Пол Тейзвелл — «Злая: Сказка о ведьме Запада» - Лизи Кристль — «Конклав» - Джэнти Йэтс, Дэвид Кроссман — «Гладиатор II» - Линда Мьюир — «Носферату» - Жаклин Уэст — «Дюна: Часть вторая» - Массимо Кантини Паррини — «Мария»                                                   | ЛУЧШАЯ РАБОТА ХУДОЖНИКА-ПОСТАНОВЩИКА Нэйтан Краули, Ли Сандалес — «Злая: Сказка о ведьме Запада» - Джуди Бекер, Патриция Кучча — «Бруталист» - Сьюзи Дэйвис — «Конклав» - Крэйг Лэтроп — «Носферату» - Артур Макс, Джилл Азис, Элли Грифф— «Гладиатор II» - Патрис Верметт, Шэйн Виё — «Дюна: Часть вторая» |
| ЛУЧШАЯ МУЗЫКА К ФИЛЬМУ Трент Резнор, Аттикус Росс — «Претенденты» - Крис Бауэрс — «Дикий робот» - Фолькер Бертельман — «Конклав» - Дэниэл Блумберг — «Бруталист» - Камилль, Клеман Дюколь — «Эмилия Перес» - Ханс Циммер — «Дюна: Часть вторая»                                                       | ЛУЧШАЯ ПЕСНЯ К ФИЛЬМУ «El Mal» — «Эмилия Перес» - «Beautiful That Way» — «Шоугёрл» - «Compress/ Repress» — «Претенденты» - «Harper and Will Go West» — «Уилл и Харпер» - «Kiss the Sky» — «Дикий робот» - «Mi Camino» — «Эмилия Перес»                                                                      |
| ЛУЧШИЙ ГРИМ И ПРИЧЁСКИ Субстанция - Битлджус Битлджус - Другой человек - Дюна: Часть вторая - Злая: Сказка о ведьме Запада - Носферату | ЛУЧШИЕ ВИЗУАЛЬНЫЕ ЭФФЕКТЫ Дюна: Часть вторая - Быть лучше: История Робби Уильямса - Гладиатор II - Злая: Сказка о ведьме Запада - Планета обезьян: Новое царство - Субстанция |
| ЛУЧШАЯ КОМЕДИЯ Дэдпул и Росомаха и Настоящая боль - Моя старая задница - Тельма - Шоу субботним вечером - Я не киллер | ЛУЧШИЙ АНИМАЦИОННЫЙ ФИЛЬМ Дикий робот - Головоломка 2 - Мемуары улитки - Поток - Уоллес и Громит: Самая дика месть |
| ЛУЧШИЙ ФИЛЬМ НА ИНОСТРАННОМ ЯЗЫКЕ Эмилия Перес (Emilia Pérez) — Франция - Всё, что нам кажется светом (All We Imagine as Light) — Индия - Kneecap — Ирландия - Поток (Straume) — Латвия - Семя священного инжира (Dâne-ye anjîr-e ma'âbed) — Германия - Я всё ещё здесь (Ainda estou aqui) — Бразилия | |

### СЕРИАЛЫ
| ЛУЧШИЙ ДРАМАТИЧЕСКИЙ СЕРИАЛ Сёгун - День Шакала - Дипломатка - Зло - Индустрия - Интервью с вампиром - Медленные лошади - Старик | |
| ЛУЧШАЯ МУЖСКАЯ РОЛЬ В ДРАМАТИЧЕСКОМ СЕРИАЛЕ Хироюки Санада — «Сёгун» - Джефф Бриджес — «Старик» - Шути Гатва — «Доктор Кто» - Эдди Редмэйн — «День Шакала» - Руфус Сьюэлл — «Дипломатка» - Энтони Старр — «Пацаны» | ЛУЧШАЯ ЖЕНСКАЯ РОЛЬ В ДРАМАТИЧЕСКОМ СЕРИАЛЕ Кэти Бейтс — «Мэтлок» - Катрина Балф — «Чужестранка» - Кира Найтли — «Чёрные голуби» - Кери Рассел — «Дипломатка» - Анна Саваи — «Сёгун» - Шанола Хэмптон — «Поиски» |
| ЛУЧШАЯ МУЖСКАЯ РОЛЬ ВТОРОГО ПЛАНА В ДРАМАТИЧЕСКОМ СЕРИАЛЕ Таданобу Асано — «Сёгун» - Марк-Пол Госселаар — «Поиски» - Джон Литгоу — «Старик» - Сэм Рид — «Интервью с вампиром» - Такэхиро Хира — «Сёгун» - Майкл Эмерсон — «Зло»                                                                                          | ЛУЧШАЯ ЖЕНСКАЯ РОЛЬ ВТОРОГО ПЛАНА В ДРАМАТИЧЕСКОМ СЕРИАЛЕ Моэка Хоши — «Сёгун» - Эллисон Дженни — «Дипломатка» - Николь Кидман — «Спецназ: Львица» - Скай П. Маршалл — «Мэтлок» - Анна Саваи — «Дорога в тысячу ли» - Фиона Шоу — «Заговор сестёр Гарви» |
| ЛУЧШИЙ КОМЕДИЙНЫЙ СЕРИАЛ Хитрости - Клиника святого Дениса - Кто-то где-то - Начальная школа «Эбботт» - Никто этого не хочет - Убийства в одном здании - Учитель английского - Чем мы заняты в тени | |
| ЛУЧШАЯ МУЖСКАЯ РОЛЬ В КОМЕДИЙНОМ СЕРИАЛЕ Адам Броди — «Никто этого не хочет» - Брайан Джордан Альварес — «Учитель английского» - Дэвид Алан Грир — «Клиника святого Дениса» - Стив Мартин — «Убийства в одном здании» - Кайван Новак — «Чем мы заняты в тени» - Мартин Шорт — «Убийства в одном здании»                  | ЛУЧШАЯ ЖЕНСКАЯ РОЛЬ В КОМЕДИЙНОМ СЕРИАЛЕ Джин Смарт — «Хитрости» - Кинта Брансон — «Начальная школа „Эбботт“» - Кристен Белл — «Никто этого не хочет» - Натасия Деметриу — «Чем мы заняты в тени» - Кристен Уиг — «Палм-Рояль» - Бриджет Эверетт — «Кто-то где-то» |
| ЛУЧШАЯ МУЖСКАЯ РОЛЬ ВТОРОГО ПЛАНА В КОМЕДИЙНОМ СЕРИАЛЕ Майкл Юри — «Терапия» - Харви Гильвен — «Чем мы заняты в тени» - Эшер Гродман — «Призраки» - Тайлер Джеймс Уильямс — «Начальная школа „Эбботт“» - Пол В. Даунс — «Хитрости» - Брэндон Скотт Джонс — «Призраки»                                                    | ЛУЧШАЯ ЖЕНСКАЯ РОЛЬ ВТОРОГО ПЛАНА В КОМЕДИЙНОМ СЕРИАЛЕ Ханна Эйнбиндер — «Хитрости» - Джанелл Джеймс — «Начальная школа „Эбботт“» - Лиза Колон-Зайас — «Медведь» - Стефани Кёниг — «Учитель английского» - Пэтти ЛюПон — «Это всё Агата» - Энни Поттс — «Детство Шелдона» |
| ЛУЧШИЙ МИНИ-СЕРИАЛ Оленёнок - Властелины воздуха - Все совпадения неслучайны - День, когда мы были счастливы - Мистер Бейтс против почты - Настоящий детектив: Страна ночи - Пингвин - Рипли | ЛУЧШИЙ ТЕЛЕВИЗИОННЫЙ ФИЛЬМ Ребел-Ридж - Великая Лилиан Холл - За гранью З/Л/А - Музыка - Мир в моей голове - То, что внутри |
| ЛУЧШАЯ МУЖСКАЯ РОЛЬ В МИНИ-СЕРИАЛЕ ИЛИ ТЕЛЕВИЗИОННОМ ФИЛЬМЕ Колин Фаррелл — «Пингвин» - Ричард Гэдд — «Оленёнок» - Кевин Клайн — «Все совпадения неслучайны» - Юэн Макгрегор — «Джентльмен в Москве» - Эндрю Скотт — «Рипли» - Том Холландер — «Вражда: Трумэн Капоте против „лебедей“»                                  | ЛУЧШАЯ ЖЕНСКАЯ РОЛЬ В МИНИ-СЕРИАЛЕ ИЛИ ТЕЛЕВИЗИОННОМ ФИЛЬМЕ Кристин Милиоти — «Пингвин» - Кейт Бланшетт — «Все совпадения неслучайны» - Джессика Лэнг — «Великая Лилиан Холл» - Фиби Рей-Тейлор — «Мир в моей голове» - Наоми Уоттс — «Вражда: Трумэн Капоте против „лебедей“» - Джоди Фостер — «Настоящий детектив: Страна ночи»                                                    |
| ЛУЧШАЯ МУЖСКАЯ РОЛЬ ВТОРОГО ПЛАНА В МИНИ-СЕРИАЛЕ ИЛИ ТЕЛЕВИЗИОННОМ ФИЛЬМЕ Лив Шрайбер — «Идеальная пара» - Хью Грант — «Режим» - Роберт Дауни мл. — «Сочувствующий» - Логан Лерман — «День, когда мы были счастливы» - Рон Сепас Джонс — «Гений: Малкольм Икс» - Трит Уильямс — «Вражда: Трумэн Капоте против „лебедей“» | ЛУЧШАЯ ЖЕНСКАЯ РОЛЬ ВТОРОГО ПЛАНА В МИНИ-СЕРИАЛЕ ИЛИ ТЕЛЕВИЗИОННОМ ФИЛЬМЕ Джессика Ганнинг — «Оленёнок» - Бетти Гилпин — «Три женщины» - Лейла Джордж — «Все совпадения неслучайны» - Дирдри О’Коннелл — «Пингвин» - Кали Рейс — «Настоящий детектив: Страна ночи» - Дакота Фаннинг — «Рипли»                                                                                        |
| ЛУЧШИЙ АНИМАЦИОННЫЙ СЕРИАЛ Люди Икс '97 - Блуи - Бэтмен: Крестоносец в плаще - Закусочная Боба - Непобедимый - Симпсоны | ЛУЧШИЙ СЕРИАЛ НА ИНОСТРАННОМ ЯЗЫКЕ Игра в кальмара (Ojingeo geim) — Южная Корея - Акапулько (Acapulco) — США - Дорога в тысячу ли (Pachinko) — США - Закон Лидии Поэт (La legge di Lidia Poët) — Италия - Машина (La Máquina) — Мексика/США - Моя гениальная подруга (L’amica geniale) — Италия/США - Сенна (Senna) — Бразилия - Цитадель: Хани Банни (Citadel: Honey Bunny) — Индия |

## Список лауреатов и номинаций
| Номинации | Фильм                          |
| --------- | ------------------------------ |
| 11        | Злая: Сказка о ведьме Запада   |
| 11        | Конклав                        |
| 10        | Дюна: Часть вторая             |
| 10        | Эмилия Перес                   |
| 9         | Бруталист                      |
| 7         | Анора                          |
| 7         | Субстанция                     |
| 5         | Мальчишки из «Никеля»          |
| 5         | Синг-Синг                      |
| 4         | Гладиатор II                   |
| 4         | Носферату                      |
| 4         | Претенденты                    |
| 3         | Боб Дилан: Никому не известный |
| 3         | Дикий робот                    |
| 3         | Настоящая боль                 |
| 2         | Мария                          |
| 2         | Моя старая задница             |
| 2         | Поток                          |
| 2         | Шоу субботним вечером          |
| 2         | Пятое сентября                 |

| Награды | Фильм                        |
| ------- | ---------------------------- |
| 3       | Злая: Сказка о ведьме Запада |
| 3       | Субстанция                   |
| 3       | Эмилия Перес                 |
| 2       | Конклав                      |
| 2       | Настоящая боль               |
| 2       | Претенденты                  |

| Номинации | Сериал / Телевизионный фильм           |
| --------- | -------------------------------------- |
| 6         | Сёгун                                  |
| 4         | Все совпадения неслучайны              |
| 4         | Дипломатка                             |
| 4         | Начальная школа «Эбботт»               |
| 4         | Пингвин                                |
| 4         | Хитрости                               |
| 4         | Чем мы заняты в тени                   |
| 3         | Вражда: Трумэн Капоте против «лебедей» |
| 3         | Настоящий детектив: Страна ночи        |
| 3         | Никто этого не хочет                   |
| 3         | Оленёнок                               |
| 3         | Рипли                                  |
| 3         | Старик                                 |
| 3         | Убийства в одном здании                |
| 3         | Учитель английского                    |
| 2         | Великая Лилиан Холл                    |
| 2         | День, когда мы были счастливы          |
| 2         | День Шакала                            |
| 2         | Дорога в тысячу ли                     |
| 2         | Зло                                    |
| 2         | Интервью с вампиром                    |
| 2         | Клиника святого Дениса                 |
| 2         | Кто-то где-то                          |
| 2         | Мир в моей голове                      |
| 2         | Мэтлок                                 |
| 2         | Поиски                                 |
| 2         | Призраки                               |

| Награды | Сериал / Телевизионный фильм |
| ------- | ---------------------------- |
| 4       | Сёгун                        |
| 3       | Хитрости                     |
| 2       | Оленёнок                     |
| 2       | Пингвин                      |